# Sergueï Paradjanov
Sergueï Iossifovitch Paradjanov (en russe : Сергей Иосифович Параджанов ; en arménien : Սարգիս Հովսեպի Պարաջանյան, Sarkis Hovsepi Paradjanyan), né le 9 janvier 1924 à Tbilissi en Géorgie soviétique (à l'époque composante de la République socialiste fédérative soviétique de Transcaucasie), mort le 20 juillet 1990 à Erevan en RSS d'Arménie, est un réalisateur soviétique.
Il fut controversé en Union soviétique (astreint en 1973 aux travaux forcés pendant quatre ans, puis incarcéré à différentes reprises jusqu'en 1982), mais très défendu et apprécié par les cinéphiles occidentaux. Un musée lui est consacré à Erevan, en Arménie, où il est considéré comme le grand cinéaste national.

## Biographie

### Famille
Sergueï Paradjanov est issu d'une famille dans laquelle il a 16 frères et sœurs (11 frères et 5 sœurs).[réf. nécessaire] Son père, Iossif Paradjanian, est antiquaire.

### Formation
Il entre en 1945 dans l’une des plus grandes écoles de cinéma au monde, le VGIK de Moscou, où il étudie dans la classe d'Igor Savtchenko. Il a également Alexandre Dovjenko comme professeur.

### Inspiration artistique

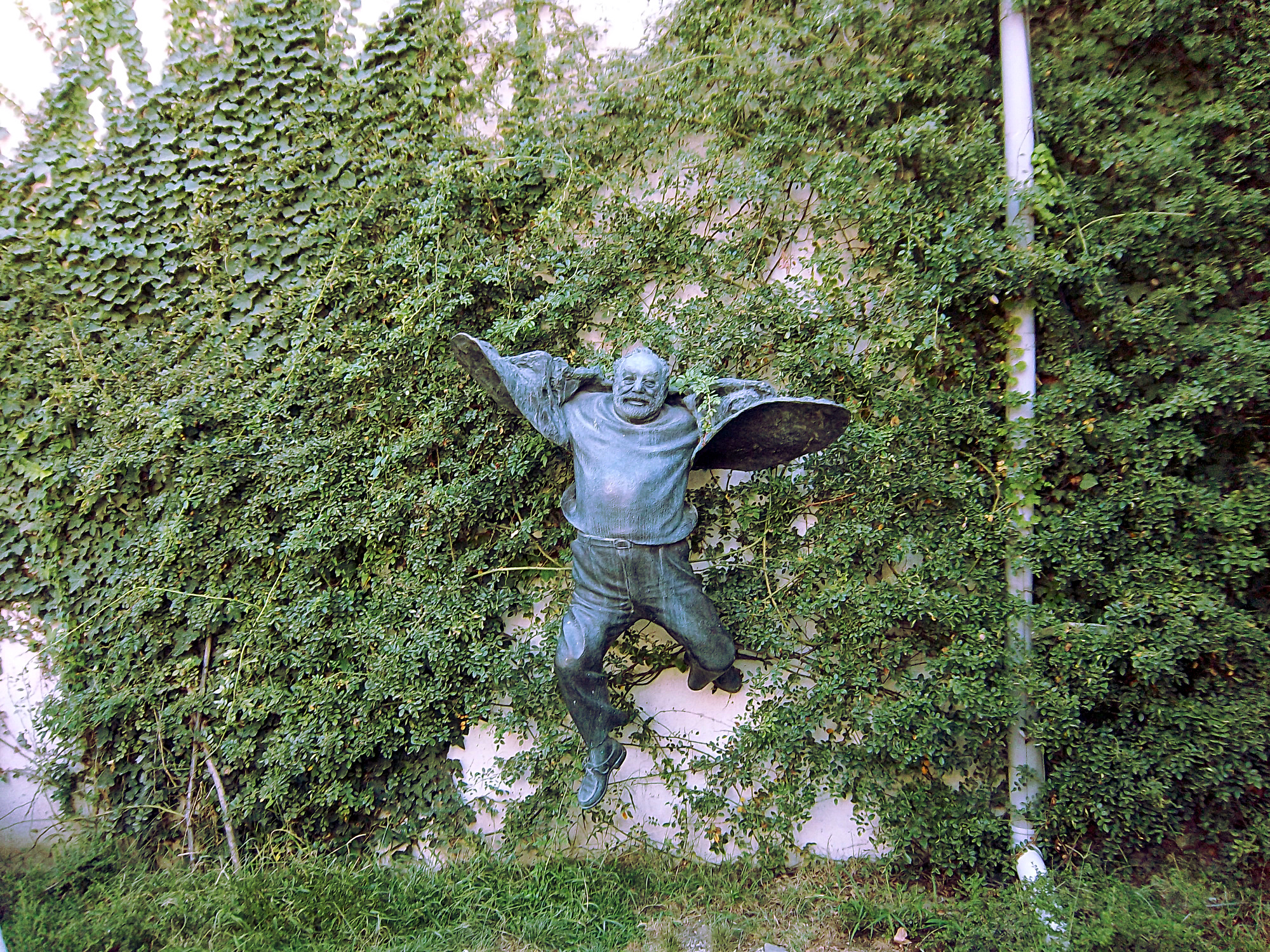
Monument à Sergueï Paradjanov à Tbilissi.

Sans connaître la langue de ses ancêtres arméniens, ni leur pays, Paradjanov va graduellement s’éloigner de la grammaire soviétique pour élaborer une œuvre cinématographique en prise directe avec les traditions des régions où il tourne (Ukraine, Géorgie, Arménie).
Artiste pluriethnique, musicien, plasticien, peintre, il doit en partie sa tournure d’esprit au métier d'antiquaire de son père. Un contact précoce avec les objets d’art a façonné son imaginaire et son goût pour les collections. Il a inspiré sa pratique passionnée des collages, qui tiennent à la fois de l’art conceptuel et du folklore naïf ; des films « compressés » en quelque sorte, que Paradjanov bricolait lorsqu’il ne pouvait pas tourner (en prison notamment). 
Ses films sont souvent influencés par la diversité ethnique de sa région natale, le Caucase, et mêlent réalité sociale, folklore, légendes et chamanisme.

### Premiers films
En 1954, il réalise son premier long métrage, Andriesh, adapté d'un conte de fées d'Emilian Bukov (en). Ses premières œuvres (inédites en France), tournées en Ukraine — il a émigré à Kiev —, sont assez proches du réalisme socialiste (comme Le Premier Gars, amourettes champêtres dans un kolkhoze) ; il tourne aussi plusieurs documentaires (Doumka, Les Mains d'or, Natalia Oujvy), jusqu'à la rupture avec Les Chevaux de feu, en 1964, et Sayat Nova : La Couleur de la grenade, en 1968.

### Victime de la censure
Découvert dans les festivals internationaux avec ce dernier film, Paradjanov est, pour l’Occident, le premier symbole officiel de l’oppression des artistes soviétiques — Tarkovski en sera un autre.
Les Chevaux de feu est désavoué par les autorités de Moscou parce qu’il est tourné en dialecte houtsoul (des Carpates ukrainiennes) et non doublé en russe. C'est une des raisons pour lesquelles certains historiens du cinéma le considéreront comme un exemple de cinéma ukrainien. Le film est également désavoué par Paradjanov parce qu’on l’a raccourci contre son gré, mais aussi parce qu’il ne correspond pas au cinéma non narratif auquel il aspire.

#### Condamnations pénales
Si Paradjanov jouit alors d’une certaine notoriété, c'est moins pour son œuvre que pour son statut politique.
En décembre 1973, les autorités soviétiques le condamnent à cinq ans de travaux forcés. Paradjanov fait la une des journaux lorsqu'il est incarcéré en Ukraine en 1974 pour « commerce illicite d’objets d’art, homosexualité et agression sur la personne d’un fils de dignitaire du régime. » Les médias, les cinéphiles, les comités se mobilisent (en France, Yves Saint Laurent, Françoise Sagan et, surtout, Louis Aragon montent au créneau). Le pouvoir reproche implicitement au cinéaste de promouvoir le nationalisme. À l’époque, il a déjà tourné l’essentiel de son œuvre : six longs métrages.
Il fait quatre ans de prison. Au sortir de sa détention, il réalise des collages et un grand nombre de dessins abstraits. Il est par la suite incarcéré à plusieurs reprises. Ses séjours en prison s’achèvent en 1982. Il en revient malade (diabétique, cancéreux). Soutenu par plusieurs intellectuels géorgiens, il réussit à tourner deux films.

### Vie personnelle

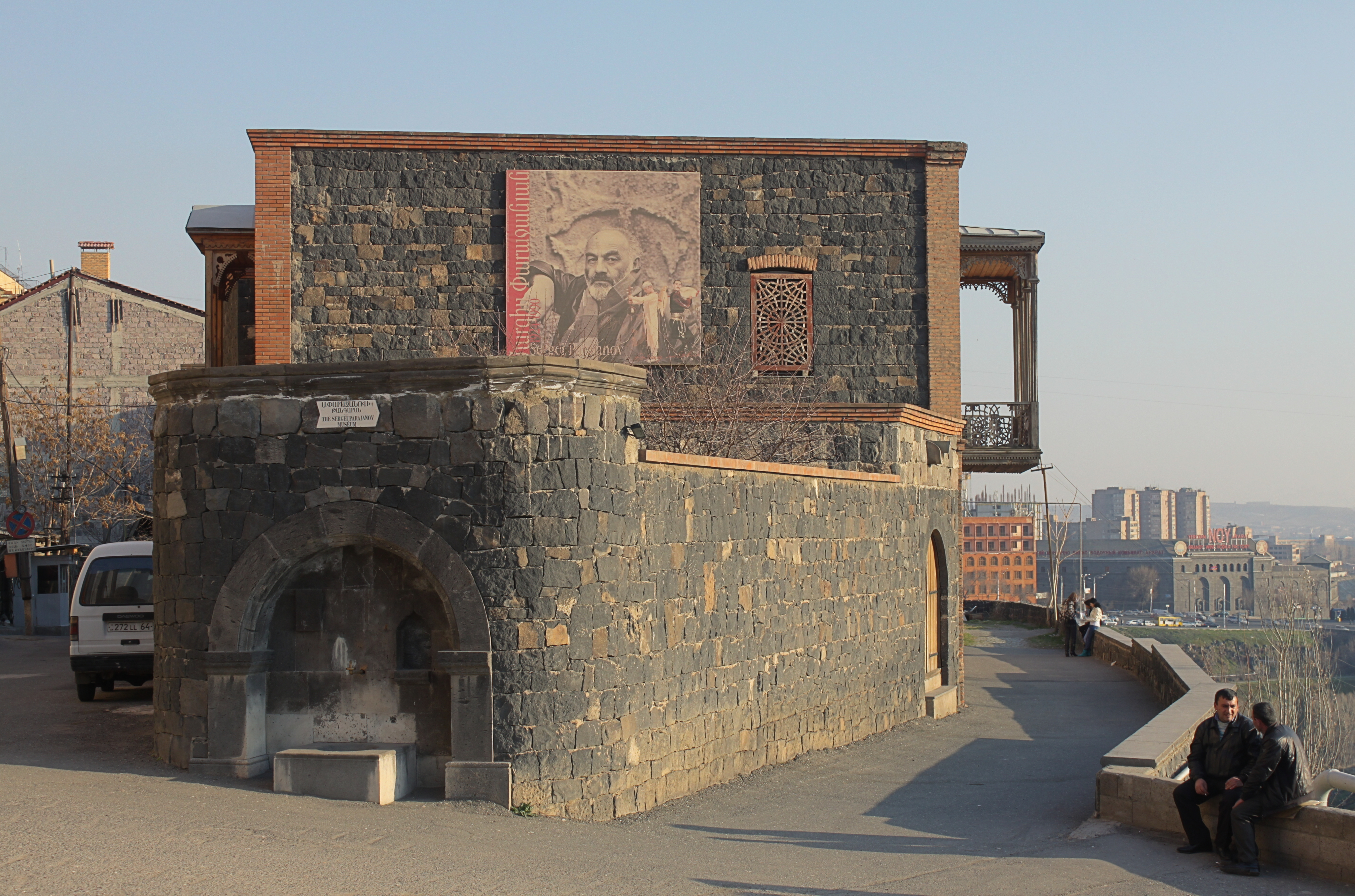
Musée Sergueï-Paradjanov à Erevan (République d'Arménie).

Sa vie et son art sont mêlés. Sa maison familiale de Tbilissi, ouverte aux hôtes de passage, est un grand capharnaüm où s’entassent décors, costumes et objets d’art hétéroclites.
En 1950, il se marie avec Nigyar Kerimova, à Moscou. D'origine musulmane tatare, elle se convertit à la religion orthodoxe pour l'épouser. Elle sera assassinée par des parents qui ne lui ont pas pardonné cette conversion.
Lorsqu'il s'installe à Kiev, il apprend l'ukrainien et se remarie avec Svetlana Ivanovna Cherbatiouk en 1956. Ils ont un fils, Suren, en 1958.
Paradjanov est considéré comme bisexuel, bien qu'il ait préféré les hommes et qu'il se soit déclaré homosexuel à la fin de sa vie lors d'un entretien radiophonique en France,.

### Mort
Il a à peine commencé le tournage de La Confession, une allégorie ouvertement politique et polémique, qu'il meurt d'un cancer à l'âge de 66 ans. Les quelques plans qu'il a réussi à tourner seront inclus dans le film Paradjanov : Le Dernier Printemps, réalisé par son proche ami Mikhaïl Vartanov en 1992.

## Filmographie commentée

### Les Chevaux de feu
Les Chevaux de feu (Тіні забутих предків), réalisé en 1964, est la version courte des Ombres des ancêtres oubliés. Tiré de l’œuvre de Mikhaïl Kotzioubinski, ce conte met en scène des bergers et bûcherons des Carpates ukrainiennes. Douze chapitres retracent la vie tragique d'Ivan, paysan accablé par le destin, mis au ban de sa communauté,.
En 1991, Paradjanov reçoit, à titre posthume, le prix national Taras Chevtchenko pour ce film.

### Sayat Nova: La Couleur de la grenade
En 1968, il réalise Sayat Nova : La Couleur de la grenade, inspiré de la vie d’un poète arménien mort en Géorgie. Au lieu d’un récit linéaire, le cinéaste, à la fois structuraliste et traditionaliste[réf. nécessaire], opte pour une série de tableaux vivants représentant des moments clés de la vie du poète : « Il m’a semblé qu’une image statique, au cinéma, peut avoir une profondeur, telle une miniature, une plastique, une dynamique internes… »
« Immense mulquinier (ou tisserand) d'images, comme Sarkis Paradjanian (dit Sergueï Paradjanov) a été bateleur d'images. Son film allégorique, demeurera comme une vraie clef pour la compréhension de l'œuvre du troubadour. Tous deux parlent autrement, par figures, et c'est là toute la force de leur création temporelle sur l'agora de leur temps et de tous les temps », selon les traducteurs français.
Le film est censuré.

### La Légende de la forteresse de Souram(1985)
Tiré d’une nouvelle du Géorgien Daniel Chonkadzé selon laquelle une forteresse ne peut être sauvée de la ruine que si un homme y est emmuré, le film est tourné en plans larges fixes et frontaux.

### Achik Kérib(1988) ou le conte d'un poète amoureux
Le film s'inspire d’une nouvelle du poète russe Mikhaïl Lermontov, et rappelle les contes des Mille et une nuits : un jeune troubadour pauvre tombe amoureux de la jolie fille d'un riche marchand. Pour pouvoir l’épouser il décide de faire fortune en parcourant le monde… Paradjanov dédiera ce film à son grand ami le cinéaste Andreï Tarkovski.

### Un «cinéma de poésie»
Pour Paradjanov, l’essentiel n’était pas la narration, mais la vision, l’image. En effet, il s'agit comme chez Pier Paolo Pasolini d'un « cinéma de poésie » selon la formule de celui-ci. En cela Paradjanov demeure influencé par le cinéma de Pasolini. Disant s’inspirer souvent de ses rêves, il ne fait pas de distinction entre un tableau et un film.

## Filmographie

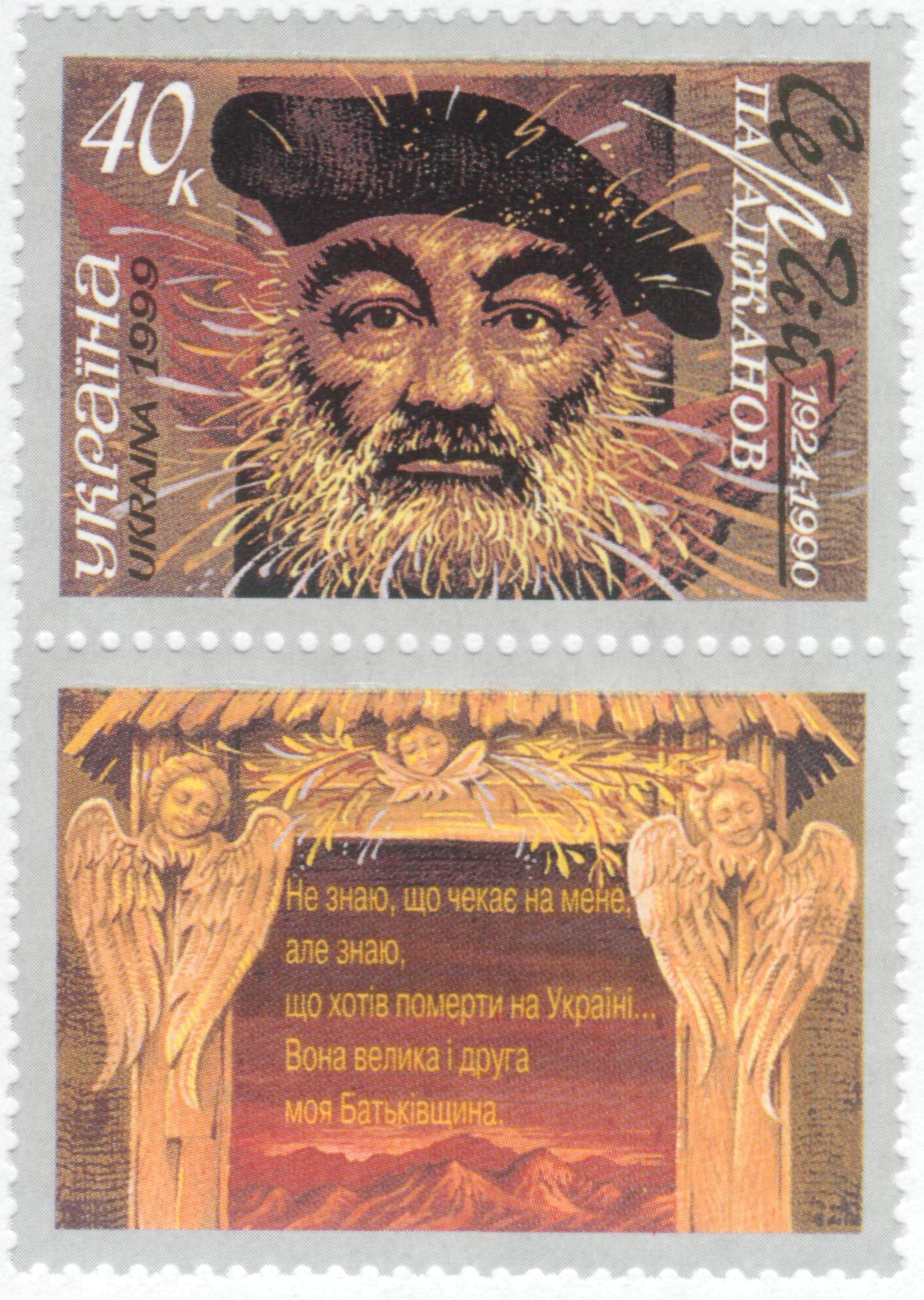
Timbre ukrainien de 1999.

### Courts métrages
- 1951 : Conte moldave (Moldovskaya skazka) (film de fin d'études, considéré comme perdu)
- 1957 : Dumka (documentaire)
- 1959 : Natalia Oujveï (Natalia Uzhvij) (documentaire)
- 1960 : Les Mains d'or (Zolotye ruki) (documentaire)
- 1966 : Les Fresques de Kiev (inachevé, interdiction de tournage)
- 1967 : Hakob Hovnatanian (Hakob Havnatanyan) (documentaire)
- 1968 : Les Enfants à Komitas (Yerekhaner Komitasin) (documentaire pour l'UNICEF, considéré comme perdu)
- 1985 : Arabesques sur le thème de Pirosmani (Arabeskebi Pirosmanis temaze) (documentaire)

### Longs métrages
- 1954 : Andriech, coréalisé avec Iakov Bazelian
- 1959 : Le Premier Gars (Pervyj paren)
- 1961 : Rhapsodie ukrainienne (Ukrainskaya rapsodiya)
- 1962 : Une fleur sur la pierre (Tsvetok na kamne)
- 1964 : Les Chevaux de feu (Tini zabutykh predkiv)
- 1968 : Sayat Nova : La Couleur de la grenade (Tsvet granata)
- 1984 : La Légende de la forteresse de Souram (Ambavi Suramis tsikhitsa), coréalisé avec Dodo Abachidze
- 1988 : Achik Kérib, conte d'un poète amoureux (Ashugi Qaribi), coréalisé avec Dodo Abachidze
- 1990 : Le Lac des cygnes - la zone (Lebedinoe ozero. Zona) (scénariste), réalisé par Youri Illienko
- 1992 : La Confession (Khostovanank) (inachevé[14])

### Édition en DVD
- Paradjanov, coffret de 4 DVD (5 h 17), 2013, Éditions Montparnasse[15]
  - Compléments :
    - Eros et Thanatos – 30 min
    - Souvenirs de Sayat Nova – 30 min
    - Andreï et Sergueï – 35 min
    - Orpheus descending – 33 min
    - Moi, Sergueï Paradjanov – 25 min

## Films en hommage à Paradjanov
- 1969 : La Couleur de la terre arménienne de Mikhail Vartanov
- 1990 : Je suis Sergueï Paradjanov de Tsereteli Kora
- 1992 : Paradjanov : Le Dernier Printemps de Mikhaïl Vartanov
- 1994 : Sergueï Paradjanov. Visites d'Anatoly Sirikh
- 1994 : Parajanov : partition du Christ en do majeur de Youri Illienko
- 1995 : Le Dernier Collage de Rouben Kevorkiantz et Krikor Hamel
- 2013 : Le Scandale Paradjanov ou la Vie tumultueuse d'un artiste soviétique, hommage en forme de poème, de Serge Avédikian et Olena Fetisova
- 2024 : I Will revenge this world with love de Zara Jian

### Radio
- (fr) « Qui était Serguei Paradjanov ? », France Culture, La Grande Table, sur le film Le Scandale Paradjanov de Serge Avédikian et Olena Fetisova.

### Vidéographie
- Sergei Parajanov, « La Couleur de la grenade (The Colour of the Pomegranates) », 11 novembre 2024 (consulté le 31 décembre 2024).
- (ru) Sergueï Paradjanov sur YouTube.